# غابرييل نيغون
غابرييل نيغون (مواليد 5 أبريل 1956) هو مبارز بالسيف سويسري، مثّل بلاده في الألعاب الأولمبية الصيفية 1984.

## روابط خارجية
غابرييل نيغون على موقع الاتحاد الدولي للمبارزة (الإنجليزية)
- غابرييل نيغون على موقع أوليمبيديا (الإنجليزية)